# مبارک مرزوق
مبارک مرزوق (انگلیسی: Mubarak Marzouq؛ زادهٔ ۱ ژانویهٔ ۱۹۶۱) بازیکن سابق فوتبال اهل کویت است.
وی عضو تیم ملی فوتبال کویت در جام جهانی فوتبال ۱۹۸۲ بوده است.